# Apodesmia uttoisimilis
Apodesmia aemuloides is een vliesvleugelig insect uit de familie van de schildwespen (Braconidae). De wetenschappelijke naam van de soort werd voor het eerst geldig gepubliceerd in 1999 door Fischer.